# Brachycephalus nodoterga
Brachycephalus nodoterga es una especie de anfibios de la familia Brachycephalidae.
Es endémica del estado de São Paulo, Brasil.
Sus hábitats naturales son bosques de tierras bajas subtropicales o tropicales húmedos. Se encuentra amenazada por la destrucción de su hábitat.